# نادين هاردتر
نادين هاردتر (بالألمانية: Nadine Härdter) مواليد 29 مارس 1981 في ألمانيا، هي لاعبة كرة يد ألمانية. مثلت منتخب ألمانيا لكرة اليد للسيدات. شاركت في دورة الألعاب الأولمبية الصيفية سنة 2008.

## روابط خارجية
- نادين هاردتر على موقع الاتحاد الأوروبي لكرة اليد (الإنجليزية)
- نادين هاردتر على موقع أوليمبيديا (الإنجليزية)